# Пряшів
Пря́шів (словац. Prešov, нім. Preschau, лат. Eperiessinum) — місто у східній Словаччині на р. Ториса, адміністративний центр Пряшівського краю та Пряшівського округу. Пряшів лежить на українській етнографічній території, тому є її природним центром (див. Пряшівщина).

## Географія
Протікають річка Ториса; Барацький потік; Сольний потік і Шалговицький потік.

## Історія

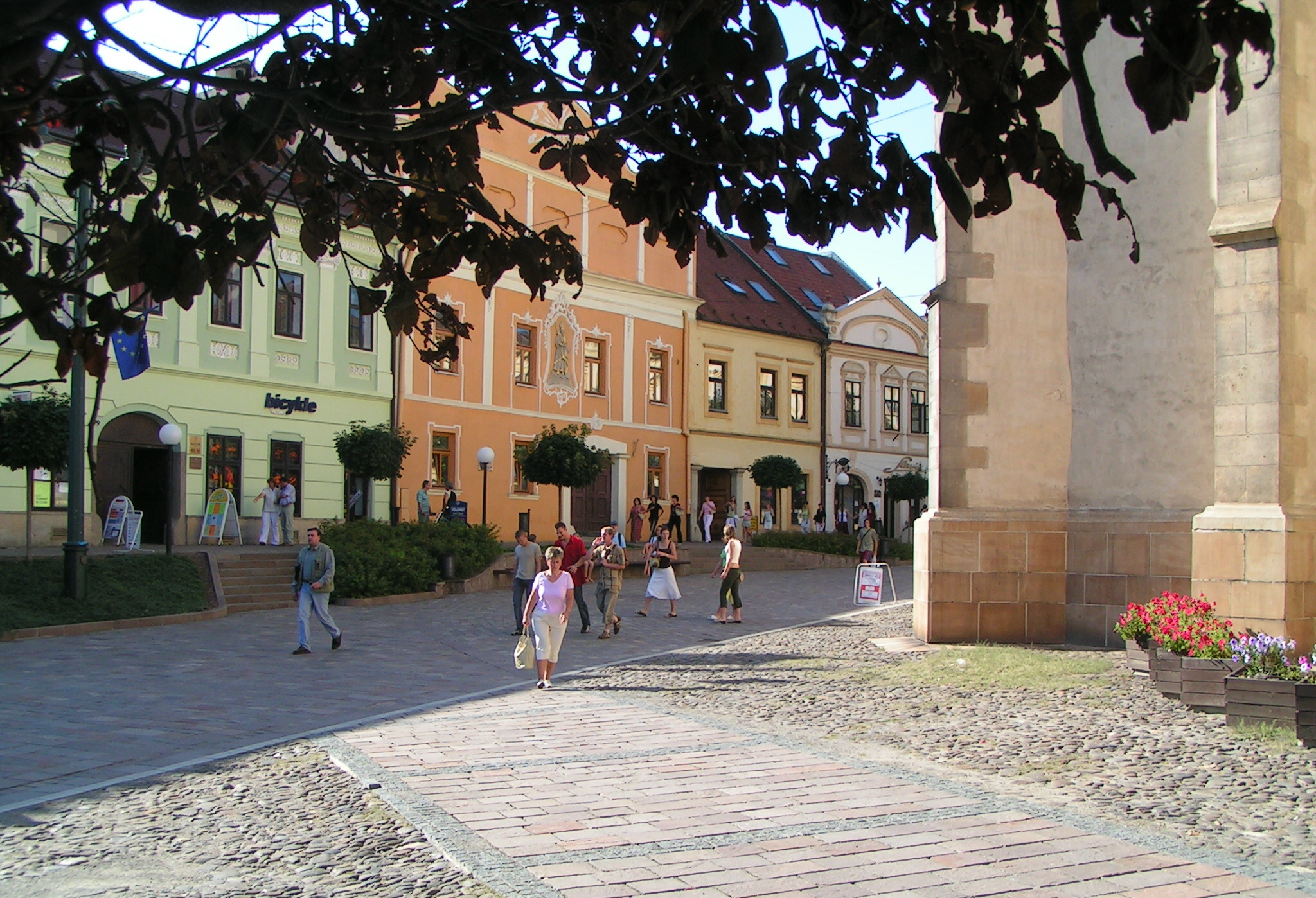
Історичні будинки і церква Св. Миколая

Засноване у 12 столітті; Від середньовіччя важливий транзитний торговий осередок між Угорщиною й Галичиною, осідок Шариської жупи.

### Угорський період
Угорська назва міста Пряшів — Епер'єш (Eperjes). З часів середньовіччя належало Угорській короні святого Стефана. 1374 — угорський монарх Людовик дарує Пряшеву статус «вільного королівського міста». Кількість угорців у Пряшеві скоротилася після Першої Світової війни та Тріанонської угоди. 1919 місто окуповане військами Угорської Червоної Армії, на багнетах якої у Пряшеві оголошено Словацьку (комуністичну) Республіку Рад. У Пряшеві народилися деякі видатні угорці. За доби незалежної Словаччини чисельність угорців у місті стабілізувалася на рівні 0,2 %.
З 1816 р. — головне місто греко-католицької Пряшівської єпархії.
Пряшів став осередком української культури на початку 1850-их pp., коли заходами О. Духновича було засноване «Літературноє заведеніе пряшевськоє», яке мало 72 членів, проіснувало з 1850 до 1853 р. і видало 9 книг, зокрема підручники та 3 альманахи «Поздравленіє русинов» (1850—1852). У 1862 р. було засновано іншу організацію з харитативно-культурною метою — Общество Івана Христителя. 1880 року пряшівський греко-католицький єпископ Миколай Товт сприяв заснуванню єпархіальної семінарії в місті.
Несприятливі обставини й реакційно-москвофільська орієнтація місцевої інтелігенції, переважно духовної, загальмувала в наступні десятиліття культурно-просвітницьку роботу. Вона знову ожила після приєднання Пряшівщини до Чехословаччини у 1919 р. Але й тоді у Пряшеві й на укр. Пряшівщині, яку адміністративно не об'єднано з Закарпатською Україною («Підкарпатською Руссю»), культурне життя розвивалося слабо, при виразній перевазі консервативної й москвофільської орієнтації. У місті існувало кілька москвофільських організацій (Русский народный совѣт, Русский народный дом, Русский клуб, Русский музей, з 1933 р. самостійне Общество ім. Духновича, Союз русских женщин, Союз русских Учителей), що не виявляли ширшої діяльності. Виходили газети: «Русское Славо» (з 1924, церк.), москвофільська «Народная газета» (з 1924), «Руська народна газета» (1937 — 38) і українська «Слово народа» (в 1931 — 32 p., ред. І. Невицька). З журналів виходили: «Церковь и школа» (з 1919, язичієм), «Русская школа» (з 1926). Діяли греко-католицька духовна (з 1880) і учительська семінарії (з 1895), греко-католицька гімназія (з 1936; мовою викладання було «язичіє» і російська мова).

### Український Пряшів
«Нашим завданням було дійти до Пряшева. Це місто ми зайняли без ніякого опору. Цікаво для нас побачити місто. Виявилося, що більшість його мешканців — це українці, але вони називали себе русинами. В неділю ми пішли до церкви. Нас було коло 30 осіб. У церкві були переважно старші люди. Священник почав Службу Божу по-старословянськи. Ми почули спів старого дяка, і наші молоді голоси прийшли на допомогу, а згодом перебрали повністю спів. Священник був дуже здивований і вкінці Богослужіння подякував нам….», — 1944 рік із споминів дивізійника СС Галичина уроженця Підгаєччини Маркіяна Д. Гайва "Все здається, начебто — недавно. Зусиллями українського священника (прелата) о. Емануїла Бігарія засновано філію українського товариства «Просвіта» в Пряшеві, ставши її головою.
У 1945 р. Пряшів став офіційно визнаним центром українського населення у Чехо-Словаччині. Була заснована Українська Народна Рада Пряшівщини; тут з'являлися газета «Пряшевщина», «Звезда-Зоря» і журнал «Колокольчик-Дзвіночок» та діє Український народний театр, що дав за перші 25 pp. понад 160 прем'єр українською і російською мовами.
З 1951 р. в Пряшеві діє Культурна спілка українських трудящих. Замість «Пряшевщини» засновано 1951 р. тижневик «Нове життя», ілюстрований місячник «Дружно вперед» (обидва виходять українською мовою), перед певним часом виходив літ.-суспільний квартальник (потім двомісячник) «Дукля».
З 1952 р. у Пряшеві постала українська філія Спілки словацьких письменників. У місті було українське радіомовлення (нині в Кошицях), кафедри української мови й літератури на двох факультетах університету ім. Шафарика, Православний Богословський факультет, українська середня і основна школи, Піддуклянський Український народний ансамбль.
У видавництві «Дукля» виходить щороку 10 — 15 книжок. Кадри української інтелігенції у Пряшеві за останні роки помітно зросли. З 1950 р. Пряшів — осідок православного єпископа, з 1969 р. — ординаріату відновленої греко-католицької церкви.
З початку 1990-х рр. тут діє організація «Русинська оброда», яка представляє інтереси русинів Словаччини і є співорганізатором Всесвітнього конгресу русинів. В місті існує Музей русинської культури в Пряшеві. Хоча русинські організації є прихильниками ідеї про відокремлення русинської культури від української, попри це існує співпраця з українськими громадами. Театр Олександра Духновича ставить п'єси як місцевим русинським діалектом, так і українських авторів, старовинних та сучасних. У Пряшівському університеті вивчаються як українська мова, так і русинська мова (її кодифікацією займаються Василь Ябур, Анна Плішкова та Кветослава Копорова).
Станом на початок XXI ст. саме у Пряшеві залишилися головні осередки культурного життя діаспори: «Руський дім», Монастир отців Василіян та православна церква святого Олександра Невського.
На базі колишньої грекокатолицької гімназії, заснованої 1936 р., наразі функціонує двомовна (словацько-українська) Школа імені Тараса Шевченка в Пряшеві.
Генеральне консульство України в Пряшеві припинило свою діяльність 28 листопада 2014 року, натомість діє Консульський відділ Посольства України в Словацькій Республіці.

## Пам'ятки культури
- Карафова в'язниця (нині галерея)
- Босаків будинок
- греко-католицький єпископський палац
- Пряшівська кальварія; представляє комплекс каплиць у стилі бароко та костел св. Хреста з 1753 р. на пагорбі на західній окраїні міста
- ратуша
- «Башта»
- Театр Йонаша Заборського
- Театр Олександра Духновича — до 1990 р. Український Національний Театр, з 1990-ті переорієнтувався на русинський рух, але згодом відновив п'єси українською мовою у репертуарі.

### Храми

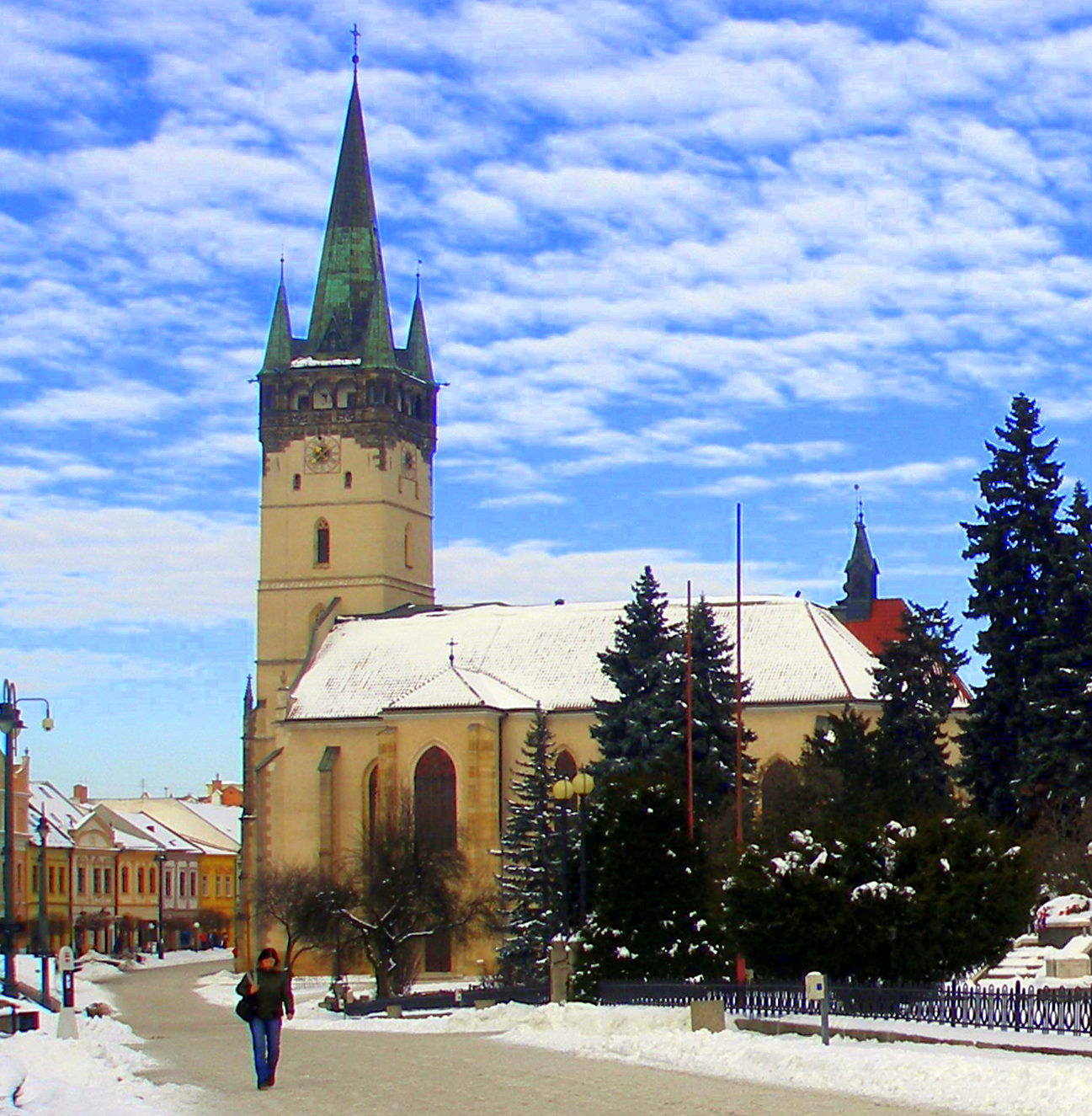
Собор св. Мікулаша

- Собор св. Миколая (Мікулаша, пол. 14 ст.)
- протестантський костел св. Трійці
- костел францисканців св. Йосифа
- греко-католицький собор св. Іоана Хрестителя, в якому знаходиться копія туринської плащаниці
- православний собор св. Олександра Невського
- синагога

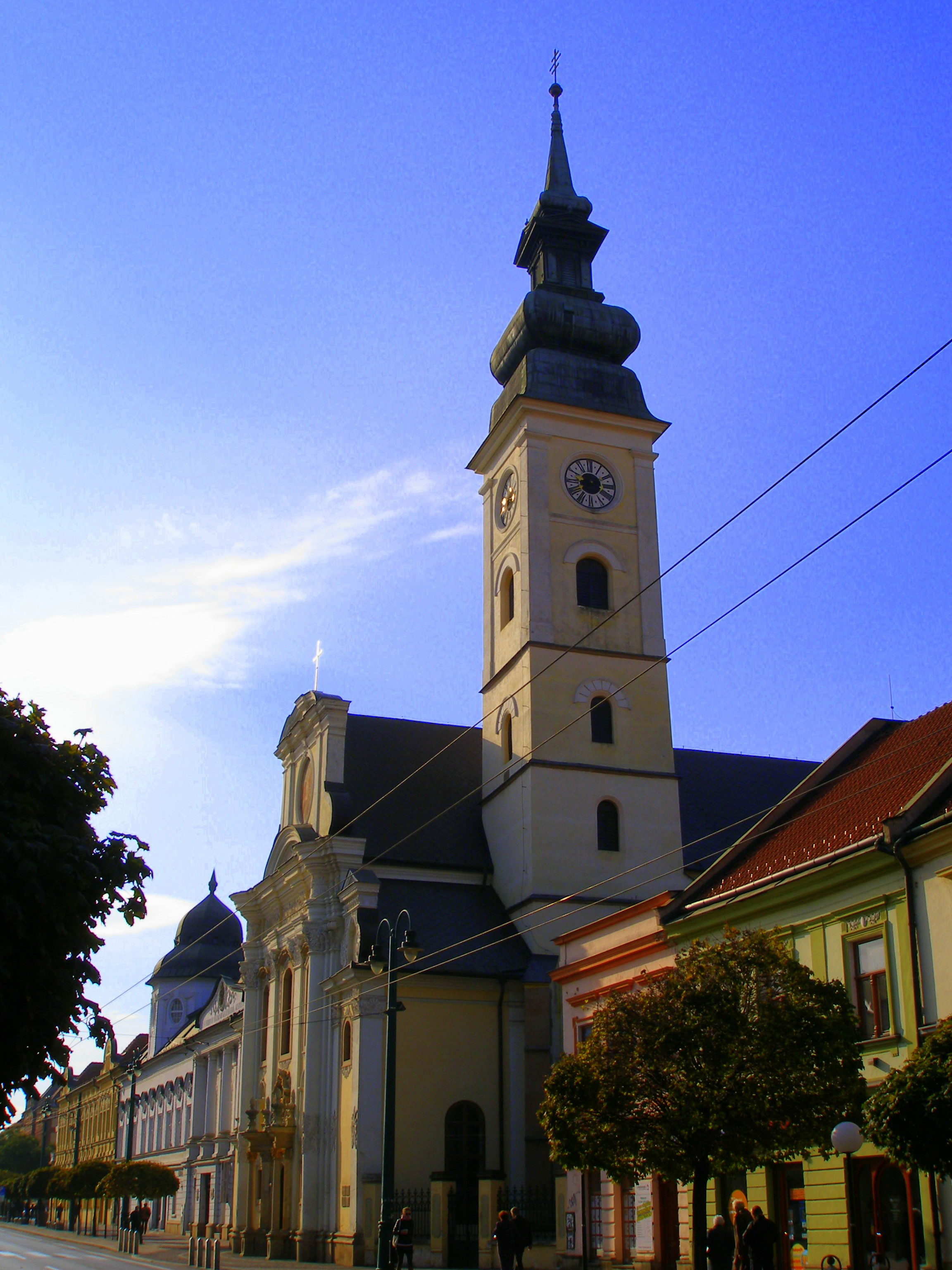
Греко-католицький собор св. Івана Хрестителя
Православний собор св. Олександра Невського

## Населення
| Рік:            | 1994.  | 2004.   | 2014.   | 2024.   |
| --------------- | ------ | ------- | ------- | ------- |
| Кількість осіб: | 92 013 | 91 767  | 90 187  | 81 702  |
| Різниця:        |        | -0,26 % | -1,72 % | -9,40 % |

| Рік:            | 2023.  | 2024.   |
| --------------- | ------ | ------- |
| Кількість осіб: | 82 286 | 81 702  |
| Різниця:        |        | -0,70 % |

У місті проживає 91 498 осіб, у тому числі близько 1200 українців.
Національний склад населення (за даними перепису населення — 2001 року):
- словаки — 93,67 %
- цигани (роми) — 1,43 %
- русини — 1,20 %
- українці — 1,12 %
- чехи — 0,84 %
- угорці — 0,22 %
- поляки — 0,05 %
- моравани — 0,05 %
- німці — 0,05 %

Склад населення за приналежністю до релігії станом на 2001 рік:
- римо-католики — 66,77 %,
- греко-католики — 8,92 %,
- протестанти (еванєлики) — 4,82 %,
- православні — 1,68 %,
- гусити — 0,03 %,
- не вважають себе віруючими або не належать до жодної вищезгаданої церкви — 16,66 %

## Міста-побратими
- Мукачеве, Україна

## Відомі люди

### Народились
- Бела Гамваш — угорський філософ (*23 березня 1897)
- Ян Матей Корабінський (1740—1811) — словацький географ, картограф, історик, енциклопедист, педагог, журналіст.
- Пал Малетер — угорський міністр оборони в уряді Імре Надя, герой Угорської Революції 1956, генерал-майор, (*4 вересня 1917).
- Йозеф Майовський (1920—2012) — словацький ботанік, педагог.
- Іван Таслер — словацький музикант.

### Проживання, праця
- Колісник Прокіп Миколайович (1957, Вінницька обл.—2021, Пряшів) — видатний художник України, педагог і письменник. З 1999 по 2016 рік викладав живопис на кафедрі художньої освіти та мистецтва Пряшівського університету.
- Товт Николай — пряшівський єпископ.
- доктор Мушинка Микола — фольклорист та українознавець, мистецтвознавець, літературознавець, бібліограф українського походження
- фольклорний рок-гурт Hrdza, який виконує пісні як словацькою, так і українською мовами

## Спорт
- футбольний клуб «1.ФЦ Татран Пряшів» виступає у найвищій Цоргонь лізі
- гандбольний клуб «ГТ Татран Пряшів»- чоловіча команда виступає у найвищій словацькій лізі, найвищій угорській лізі, учасник європейської ліги, сьогодні найкращий словацький гандбольний клуб, «Tatran Handball Arena» вміщує 1 453 глядачів. Жіноча команда має власний спортмайданчик.
- хокейний клуб «HC 07 Prešov» виступає в 1-ій хокейній лізі, колишній учасник Словацької Екстраліги, «ICE Aréna»- вміщує 5 500 глядачів.
- баскетбольний клуб
- волейбольний клуб

## Галерея

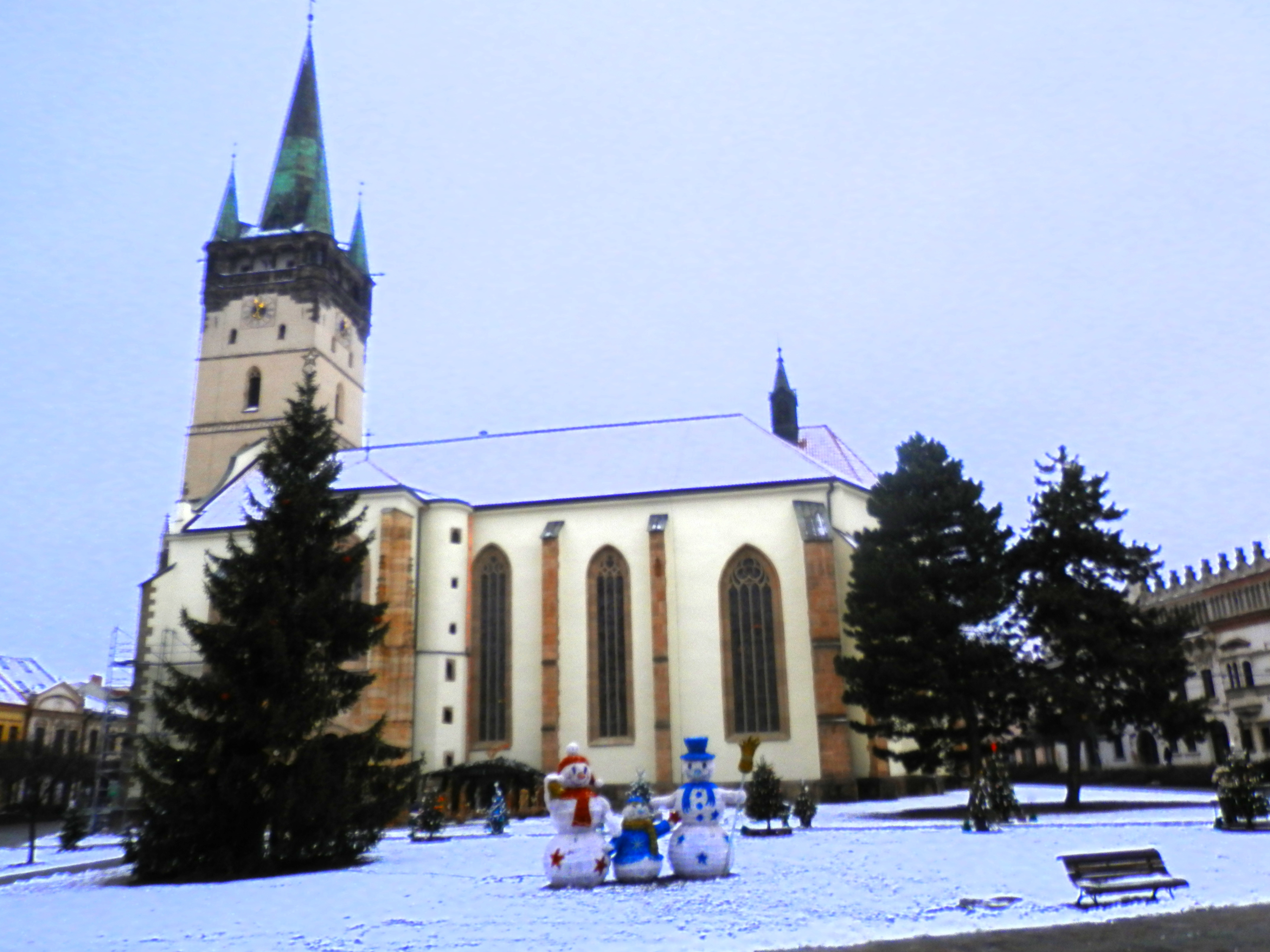
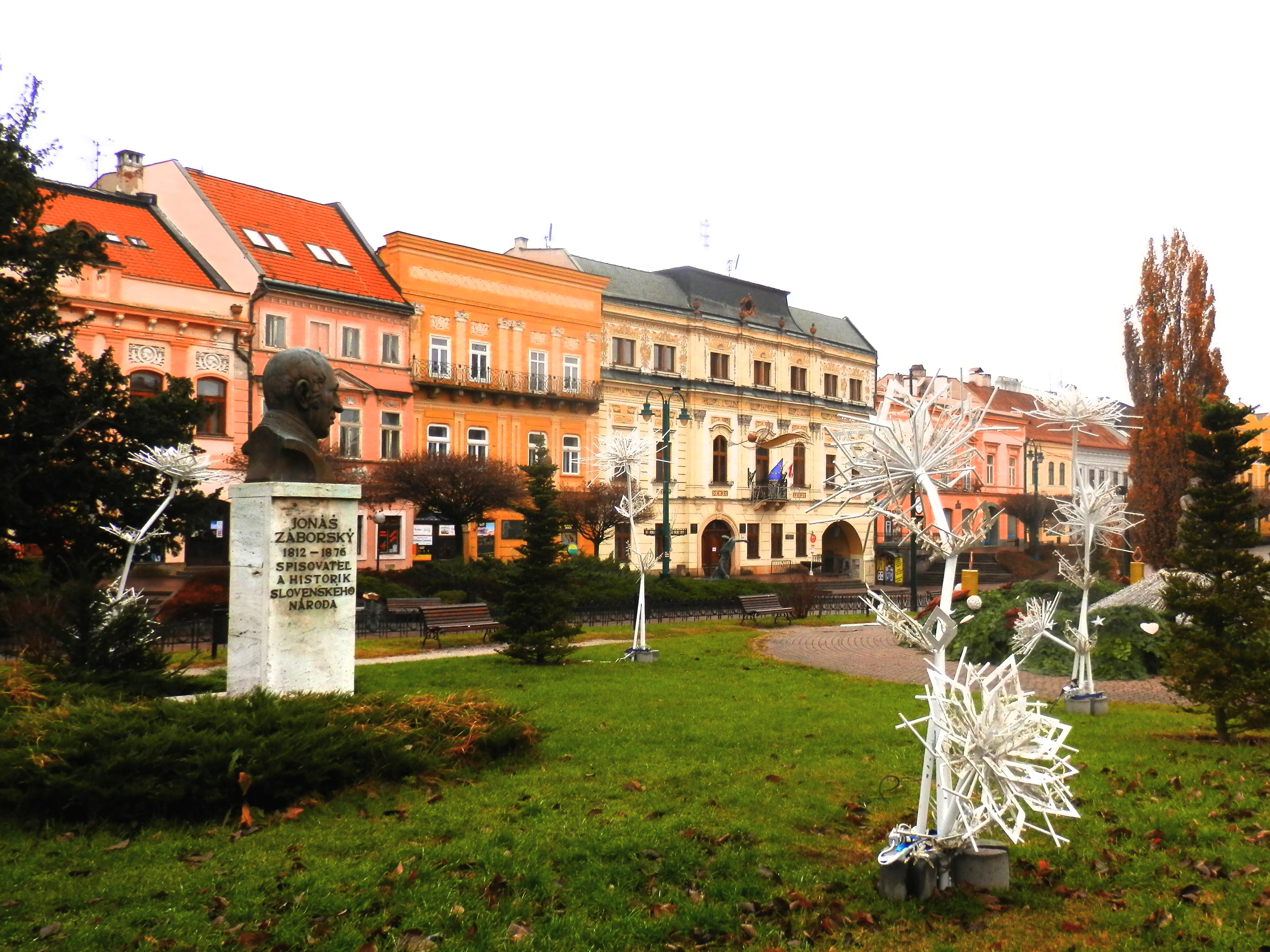
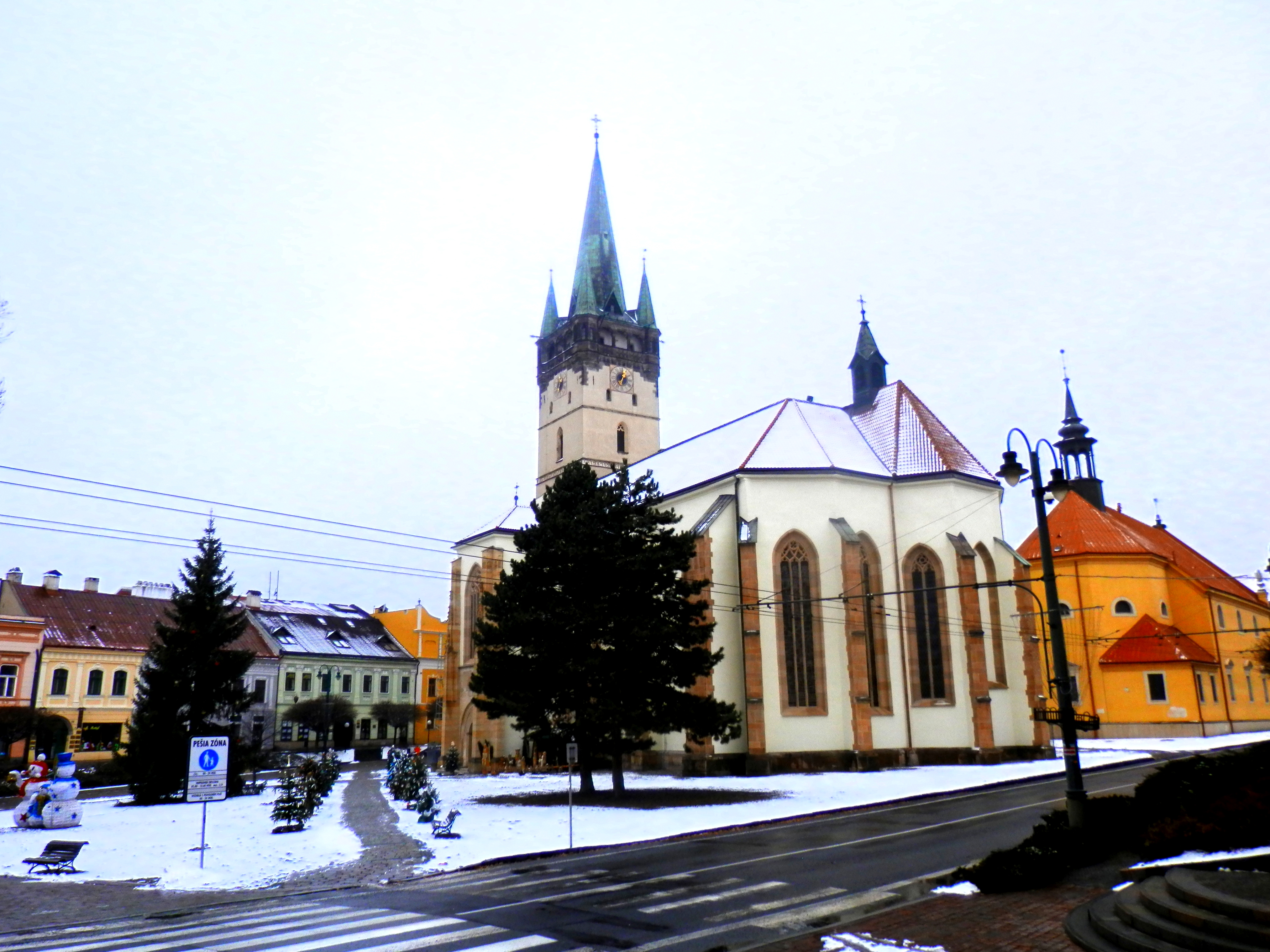
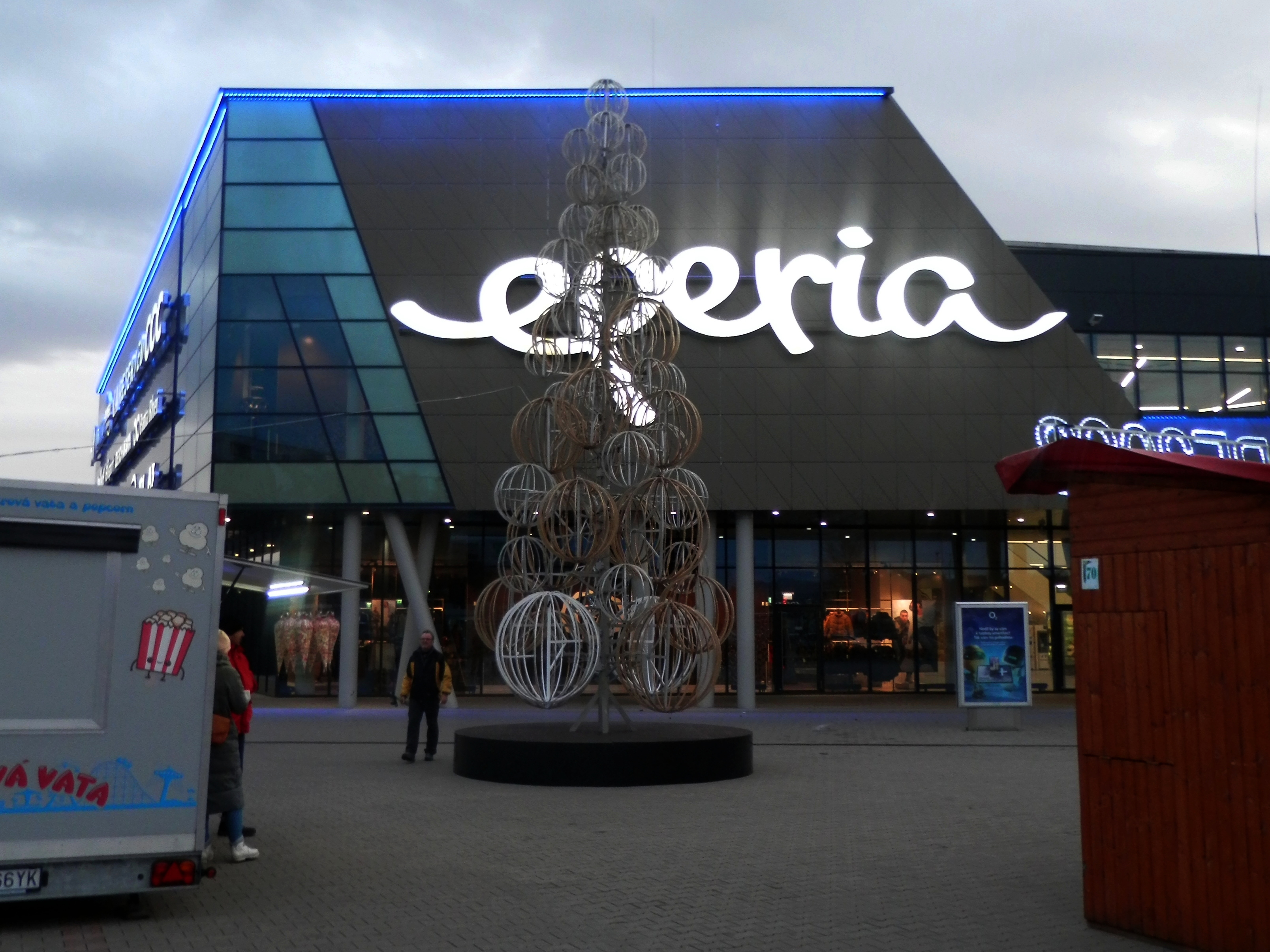
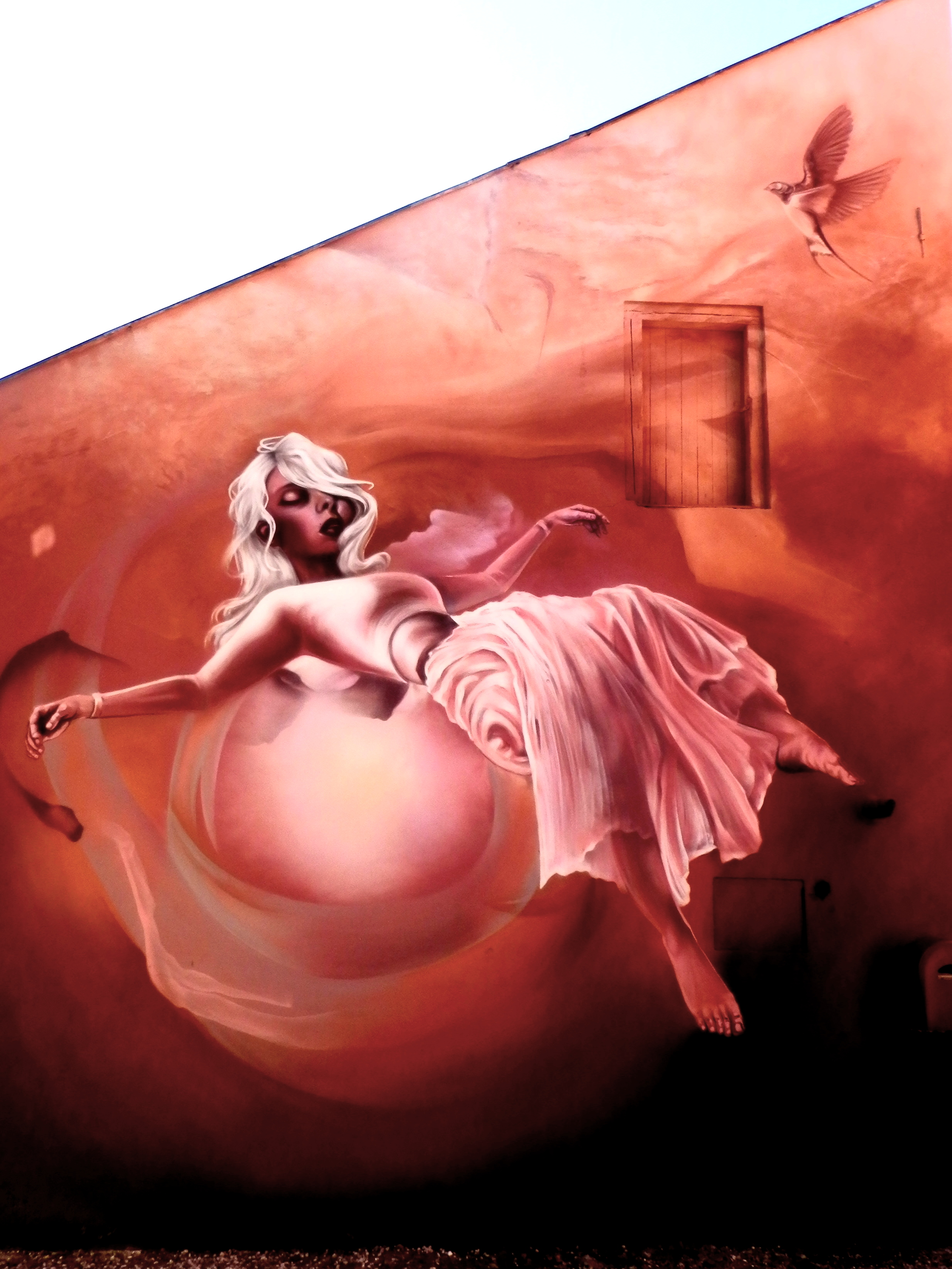
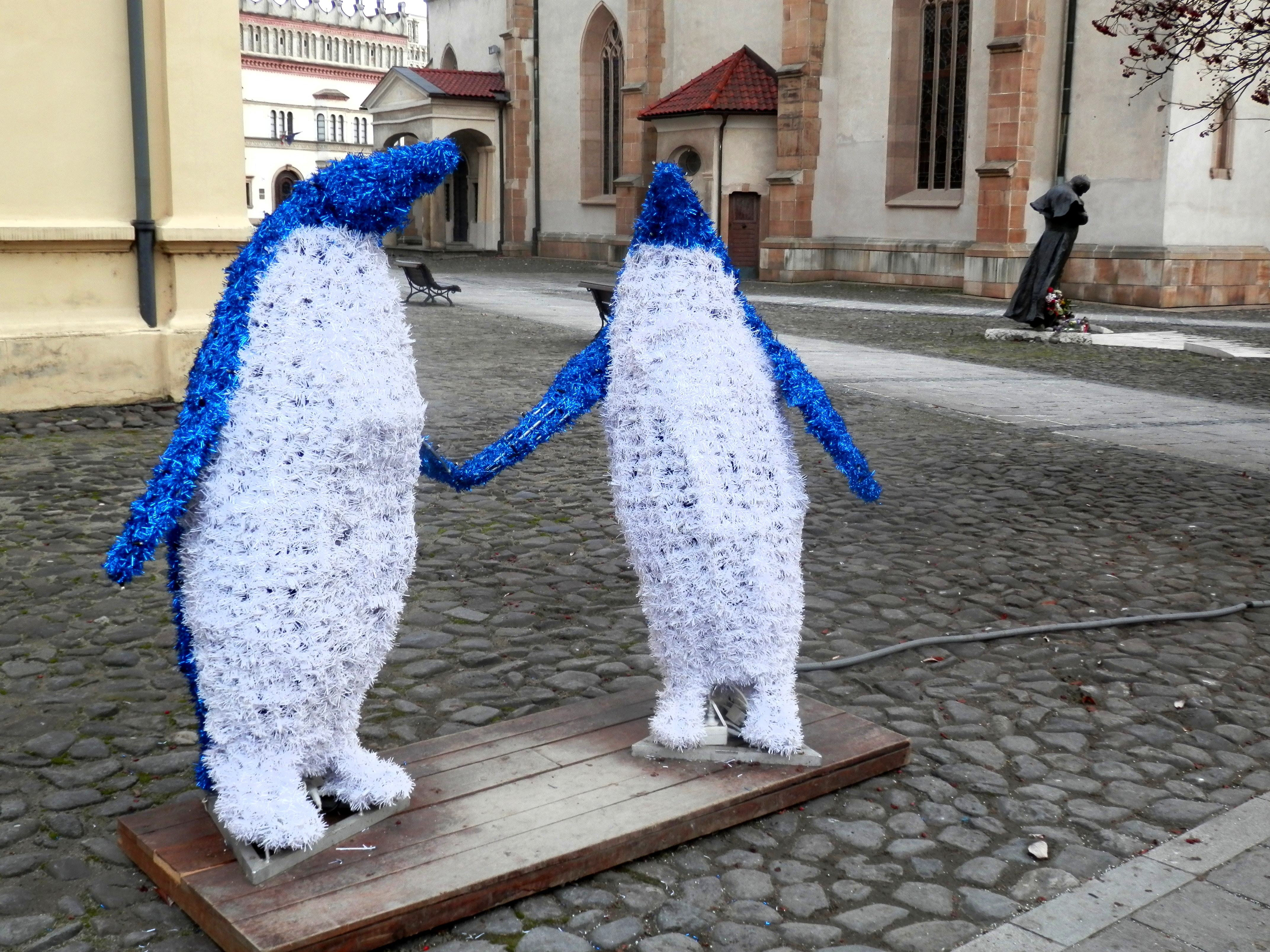
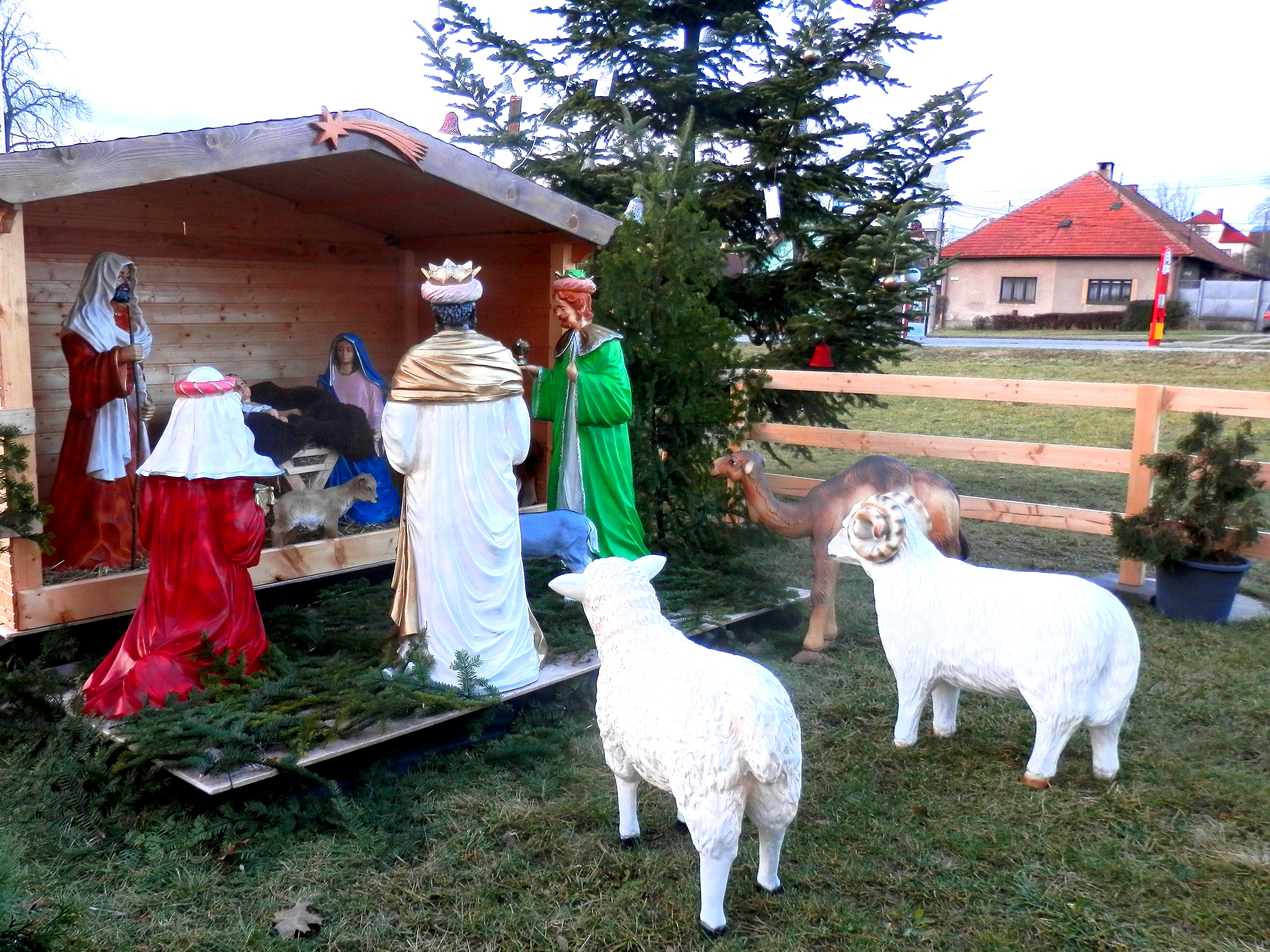
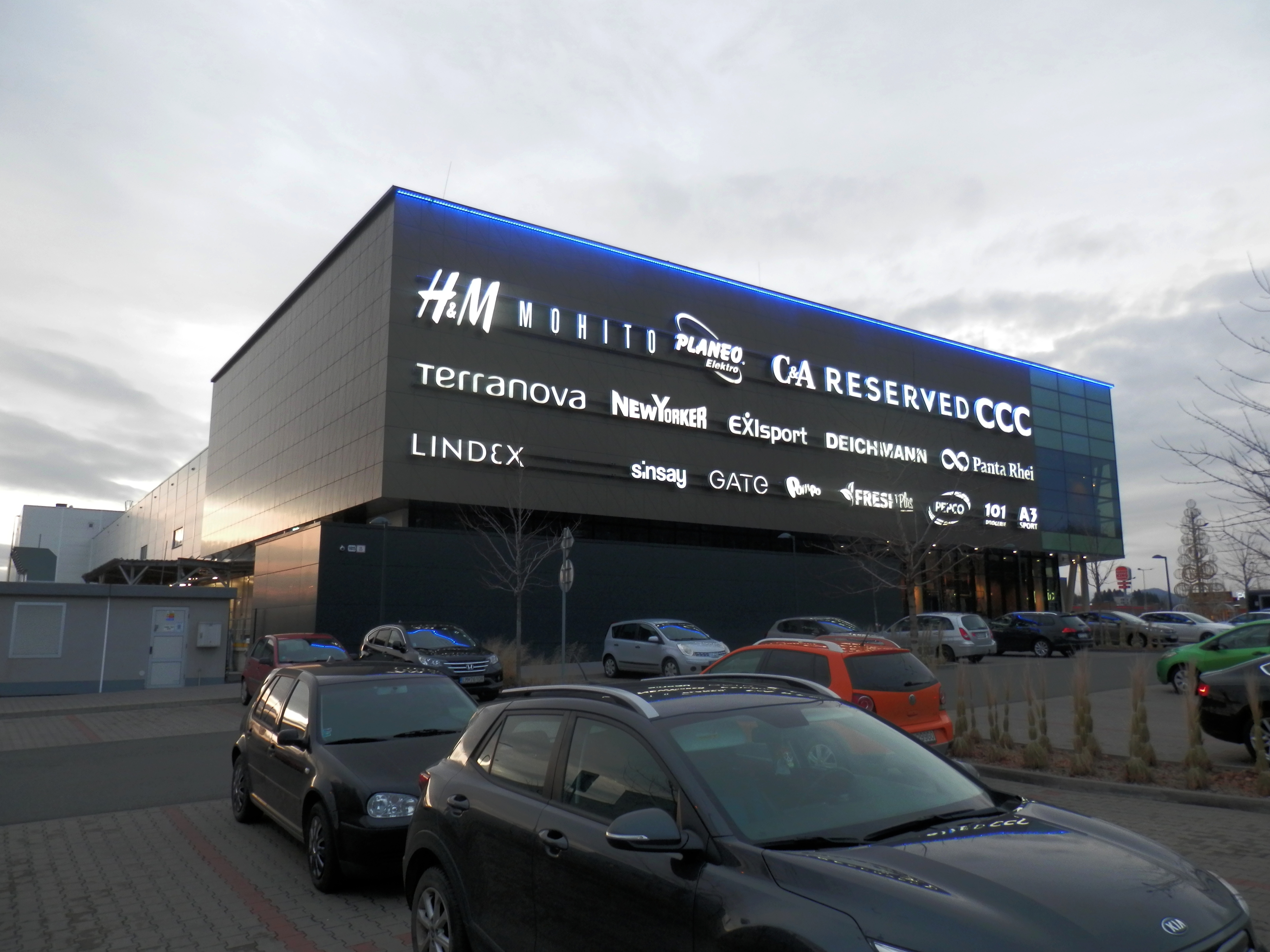
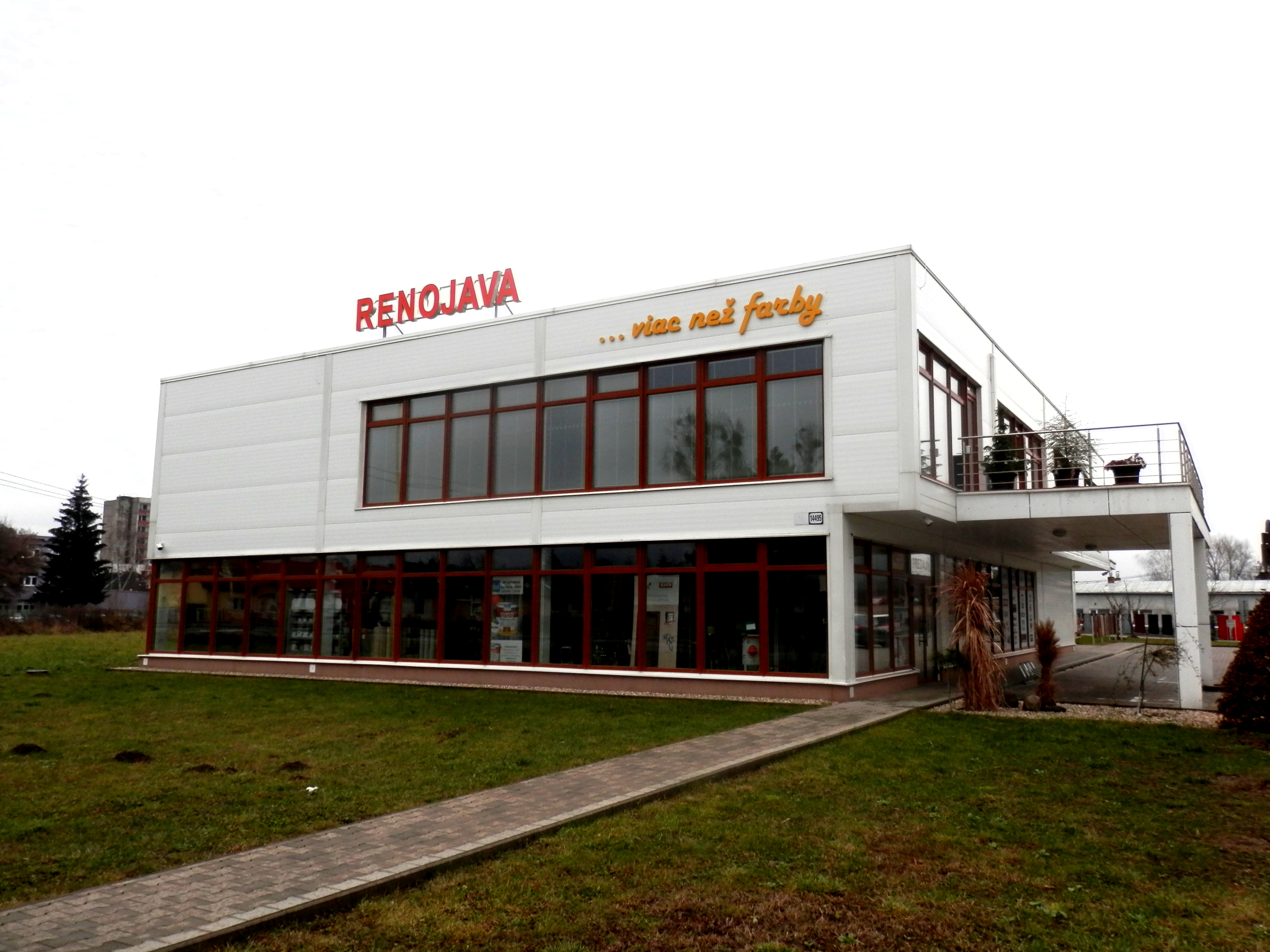
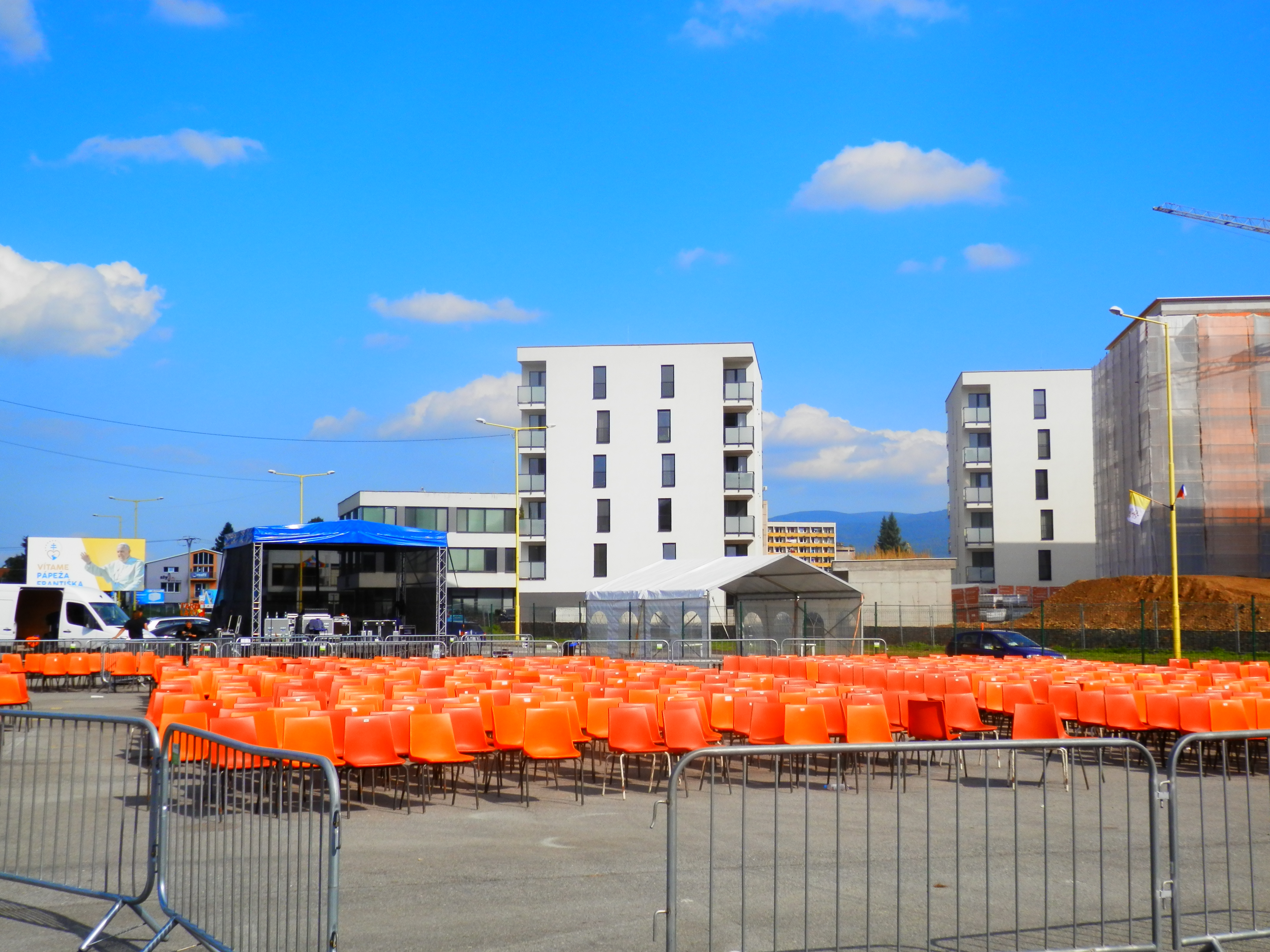
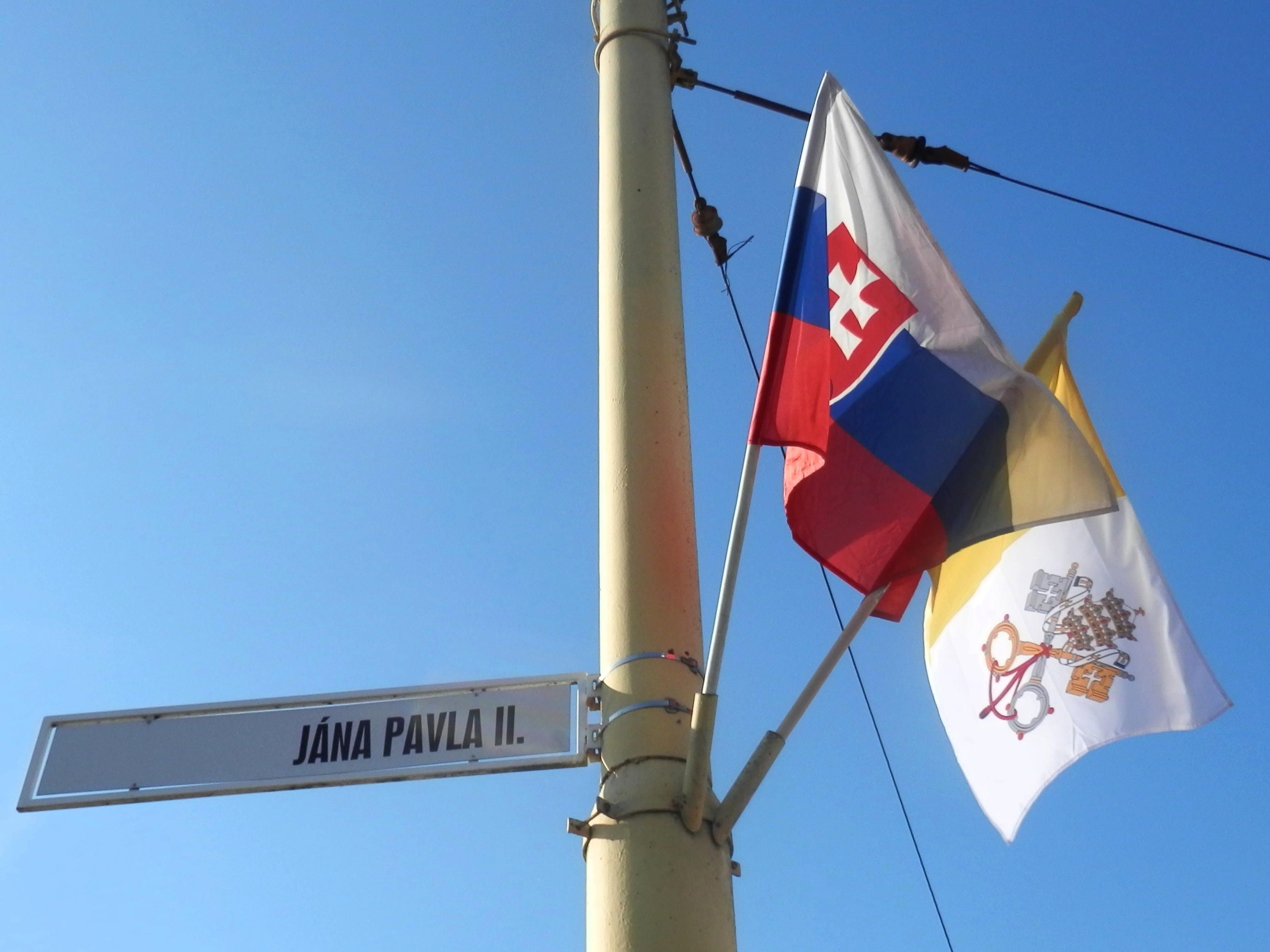
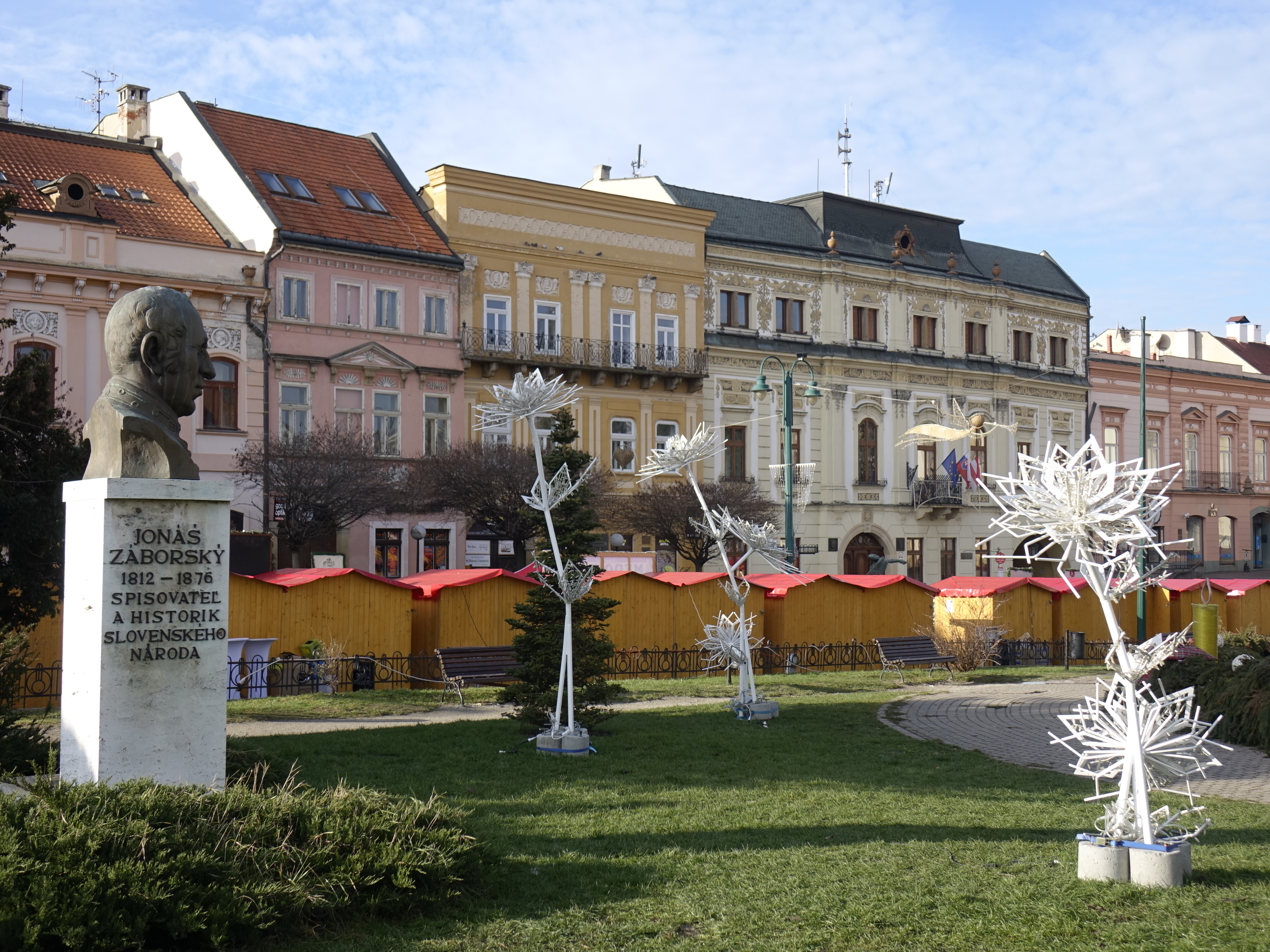
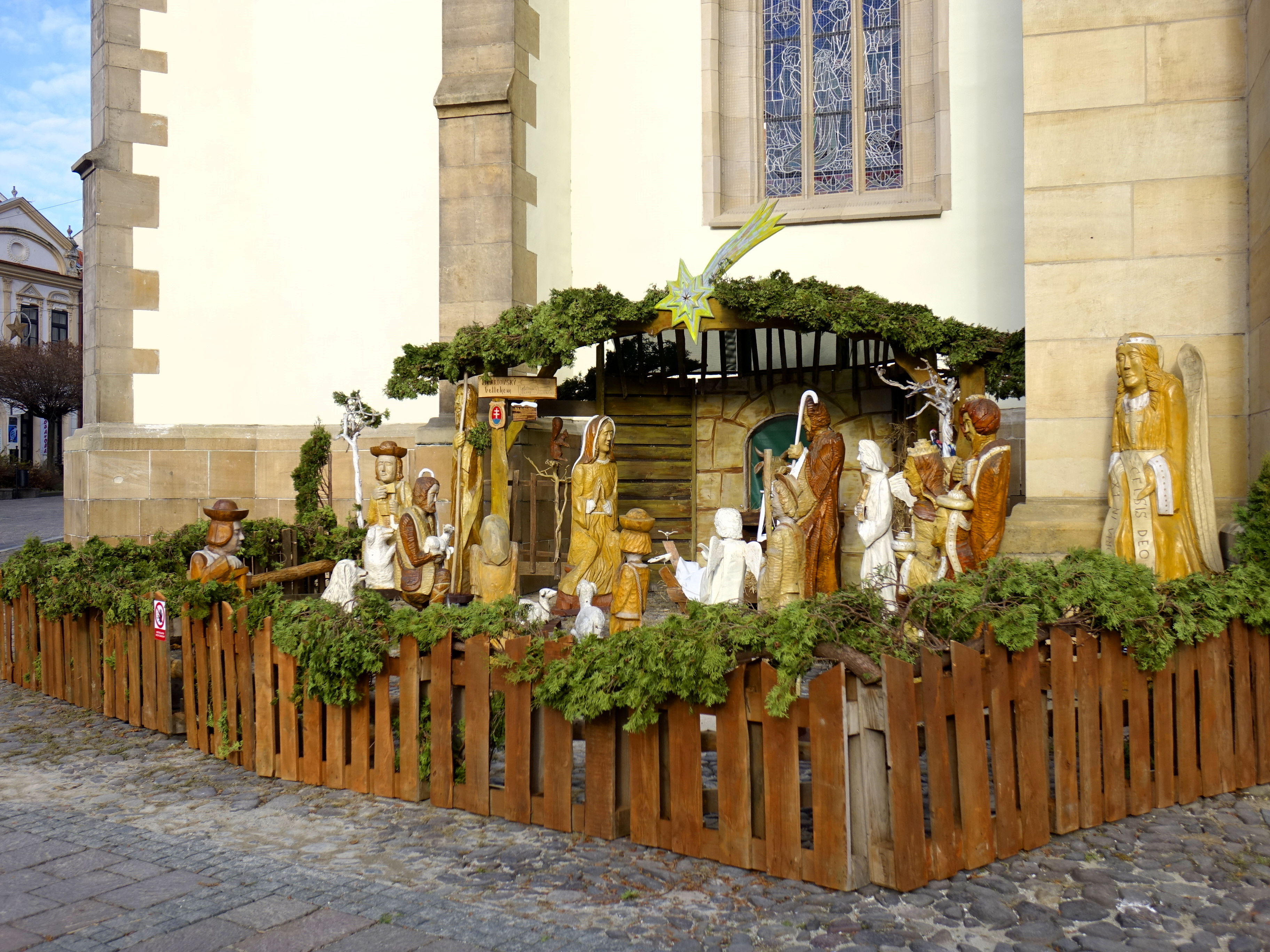
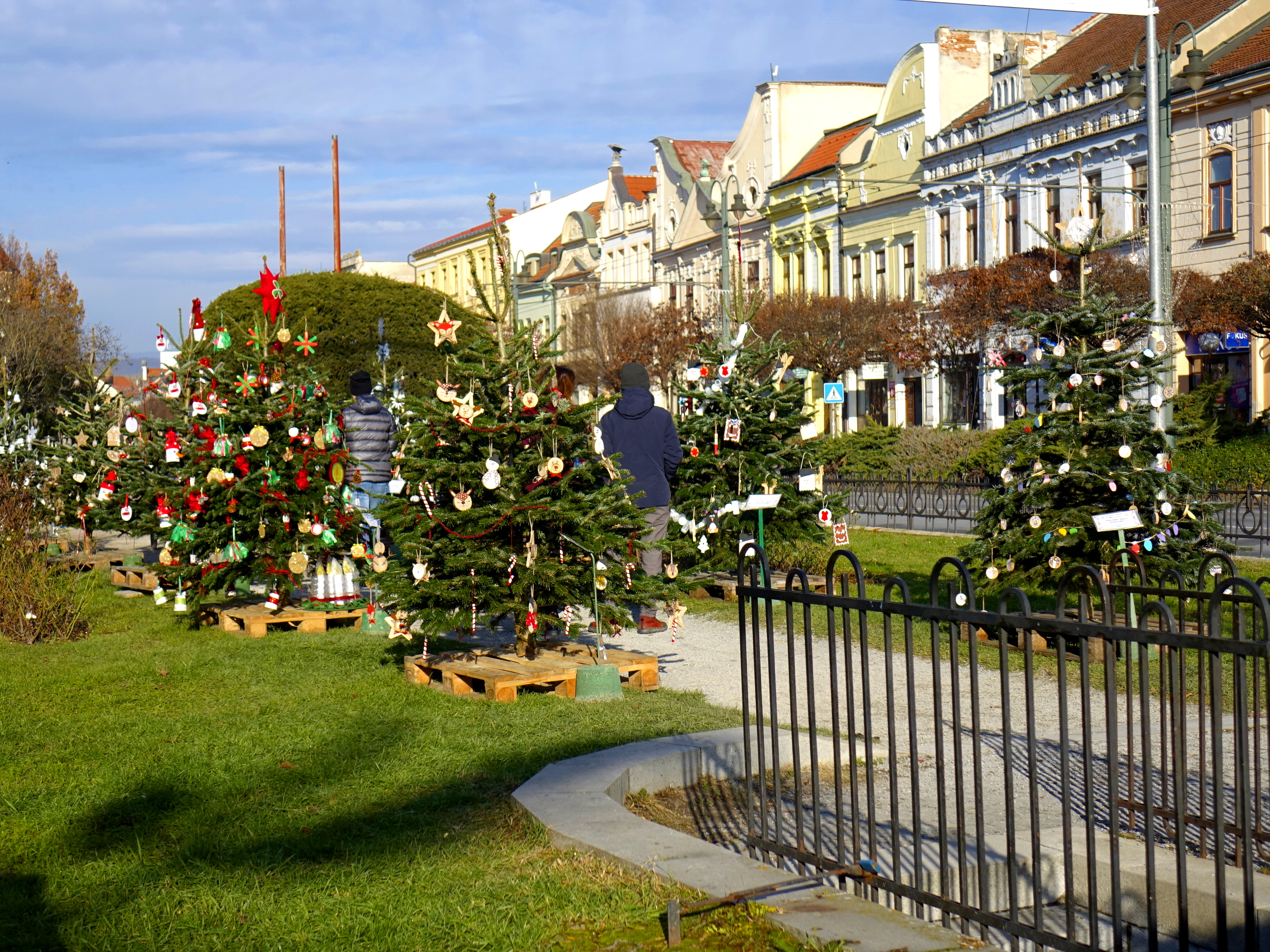
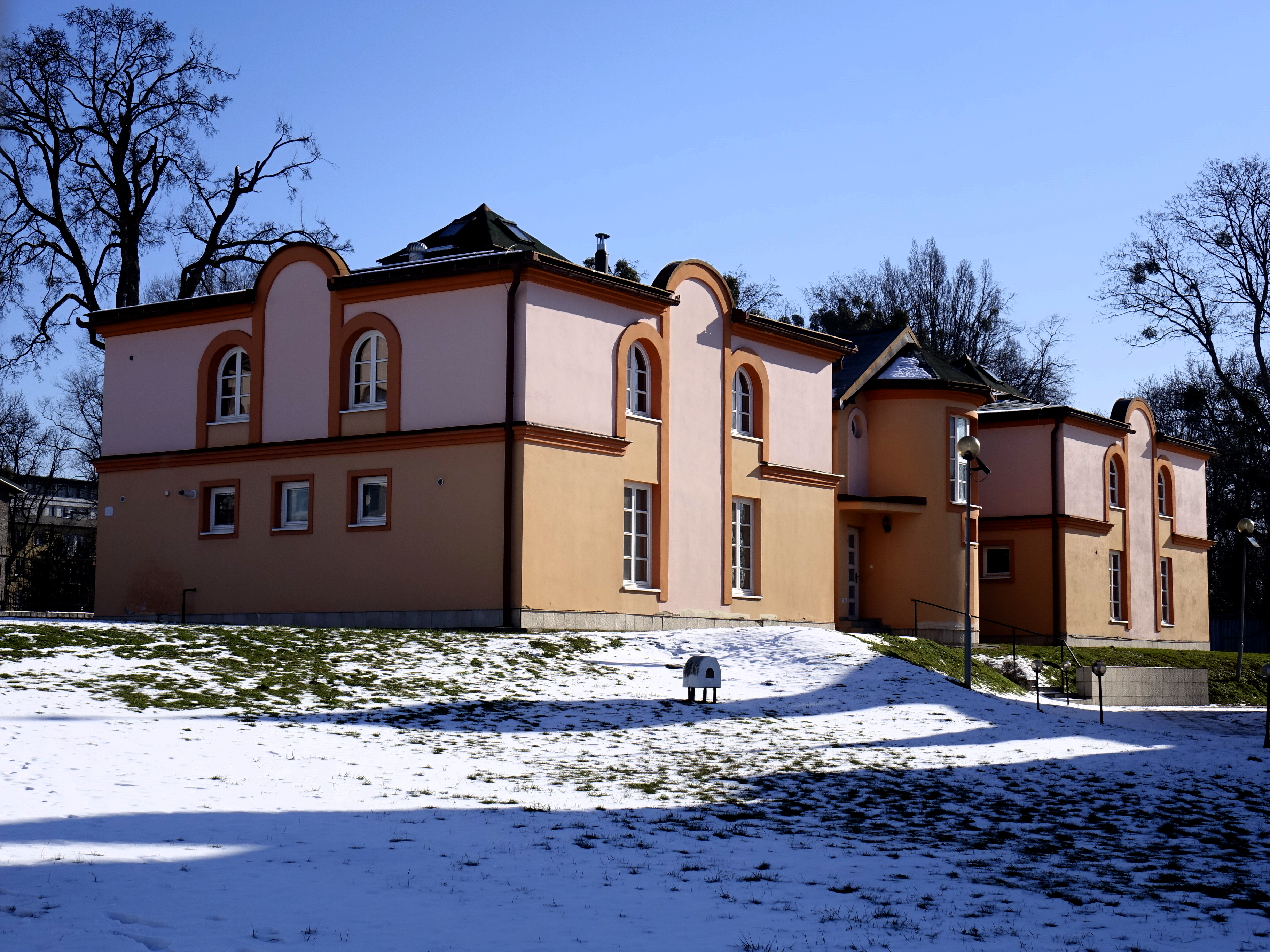
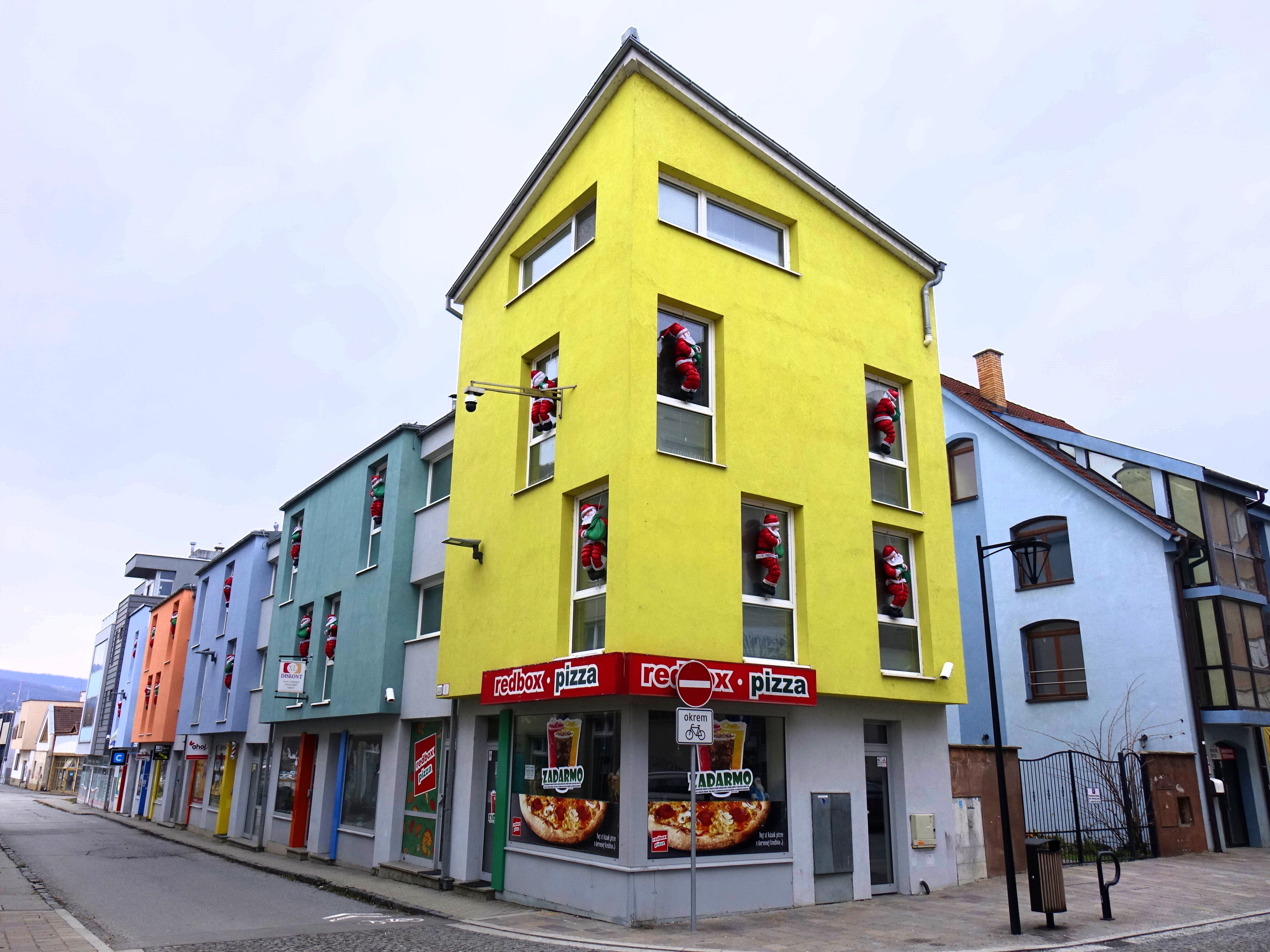

## Панорама Пряшева

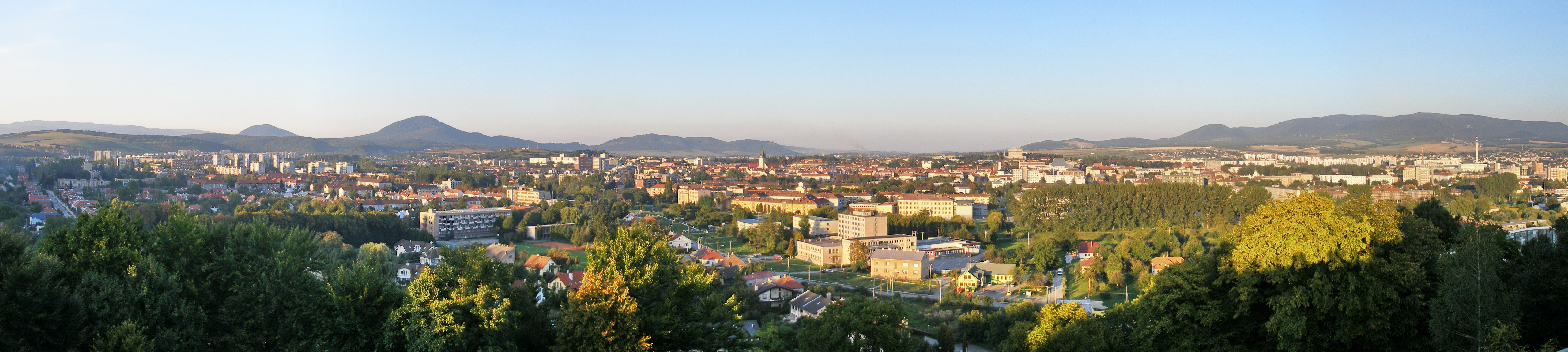
Панорама Пряшева

## Зауваження
1. ↑  Іноді — Прешов.